# Kennedy (Bogota)
Pour les articles homonymes, voir Kennedy.
Ciudad Kennedy, ou simplement Kennedy, est le 8e district au sud de Bogota, capitale et plus grande ville de la Colombie. Sa superficie est de 38,57 km2 et sa population de 1 019 949 habitants.

## Histoire
Le 17 décembre 1961, le Président Kennedy est venu en visite diplomatique, pour rencontrer le Président Colombien Alberto Lleras Camargo. Lors de cette discussion, les deux présidents ont mis au point un mégaprojet urbain Ciudad Techo. La ville Cidad Techo a été fondée en 1961. 
Or lors de la mort du Président Kennedy, le peuple de la Cidad a souhaité changer son nom pour rendre hommage à l'un de ses fondateurs. C'est donc devenu Cidad Kennedy en 1963.